# Tatort: Im Visier
Im Visier ist ein Fernsehfilm aus der Krimireihe Tatort. Der vom Bayerischen Rundfunk produzierte Beitrag wurde am 23. November 2003 als 36. Fall des Ermittlerteams Batic, Leitmayr und Menzinger im Ersten Programm der ARD erstgesendet.

## Handlung
Der Bauunternehmer und Vorstandsvorsitzende Max Claudius wird nach einem Geschäftsessen mit seiner Schwester Veronika und seinem Hausbankier Robert Malberg vor der Garage seiner Villa in seinem Jaguar erschossen. Der maskierte Täter schoss ganz gezielt auf den gerade Heimkehrenden. Die Kommissare Batic und Leitmayr werden zum Tatort gerufen und ermitteln. Zuerst erkundigen sie sich im Unternehmen des Opfers und erfahren von wirtschaftlichen Schwierigkeiten. Für größere Firmen stellen die Claudius-Werke zwar schon eine gewisse Konkurrenz dar, aber eine Feindschaft, die bis zu Mord geht, ist unwahrscheinlich.
Michael Hirlinger ist am frühen Morgen mit seiner Schwester Lisa unterwegs und findet eine Pistole in einer umgestürzten Mülltonne. Ohne viel zu überlegen, nimmt er sie an sich, obwohl seine Schwester ihn warnt. Noch am selben Tag gerät der Besitzer der Mülltonne ins Visier der Ermittler, denn der Landwirt Benedikt Moosbach hatte Claudius vor kurzem tätlich angegriffen. Aufgrund eines Landverkaufs wurde er zum kleinen Mitaktionär und fühlte sich von dem Opfer betrogen. Nachdem eine Sturmhaube, ein Störsender, mit dem vermutlich Claudius’ Garagentor außer Betrieb gesetzt wurde, und Handschuhe in seiner Mülltonne gefunden werden und die Ermittler erfahren, dass sich Moosbachs Bruder wegen des verlorenen Geldes bei den Claudius-Werken vor kurzem erhängt hatte, wollen sie ihn festnehmen, doch er ergreift die Flucht und taucht unter.
Michael Hirlinger, der gerade arbeitslos geworden ist, kommt durch den Besitz der Waffe auf die Idee, die „Malbergbank“ zu überfallen. Seine Schwester weiht er in seinen Plan ein, und um endlich dem einfachen sozialen Milieu, in das sie hineingeboren wurde, und dem trinkenden Vater zu entkommen, willigt sie ein. Der Bankraub läuft allerdings nicht so glatt ab, wie Hirlinger sich das dachte. So verschanzt er sich im Bankgebäude und nimmt die Angestellten und seine Schwester als angebliche Kundin als Geisel. Zu dem eintreffenden SEK unter Leitung von Polizeidirektor Huber gehört auch der Elitepolizist Hannes Mross, den Leitmayr noch von der Polizeischule kennt. Dieser hat auch die praktische Einsatzleitung inne und lässt die Überwachungskameras in der Bank anzapfen, sodass er die Geiselnahme „einsehen“ kann. Schnell wird so die Waffe analysiert und mit dem Mord an Claudius in Verbindung gebracht, was dazu führt, dass man Moosbach nun für den Geiselnehmer hält. Die Tatsache, dass die „Malbergbank“ die Hausbank der Claudius-AG ist, spricht ebenfalls dafür. Polizeidirektor Huber zieht daher Batic und Leitmayr mit hinzu.
Ein erster Versuch, die Bank zu stürmen, geht schief und Hirlinger schießt dabei einen der SEK-Beamten ins Bein. Die Bankangestellte Gabi Grünberg erleidet daraufhin vor Aufregung einen schweren Asthmaanfall. Im Austausch gegen die kranke Frau und eine Begleitperson begibt sich Leitmayr in die Bank. Schnell bemerkt er, dass der Geiselnehmer nicht Moosbach und mit der Situation eigentlich überfordert ist. Deshalb erzählt er ihm von dem Mord an Claudius und dass man ihn nun auch für einen Mörder halten würde.
Batic findet inzwischen heraus, dass Moosbach unschuldig ist, und kann ihn ausfindig machen. Mit dieser Information will er die Strategie des SEK, den Finalen Rettungsschuss einzusetzen, beeinflussen, was nicht zu gelingen scheint, denn der Geiselnehmer wird weiterhin für den brutalen Mord an Claudius verantwortlich gemacht. Da das geforderte Fluchtauto bereitsteht, bereiten sich alle auf die Beendigung der Geiselnahme vor, die für Hirlinger tödlich enden könnte. Leitmayr kann den Geiselnehmer im letzten Moment zur Aufgabe bewegen.
Batic findet heraus, dass Albert Potter, der jetzige Geschäftsführer der Claudius AG, den alten Firmenchef aus dem Weg räumen wollte, um selber die Geschäfte zu führen. Der DNA-Abgleich mit der Sturmhaube und den Handschuhen beweist dies, sodass er es zugibt. Gleichzeitig beschuldigt er Veronika Claudius, ihn zu dem Mord angestiftet zu haben, was er auch beweisen könne. Beide werden daraufhin festgenommen.

## Rezeption

### Kritiken
Die Kritiker der Fernsehzeitschrift TV Spielfilm geben bei diesem Tatort den Daumen nach oben und meinen: „Zunächst nur solide Ermittlerarbeit, aber dann zieht die Spannung an.“ Fazit: „Drei Schicksale, drei Milieus, guter Krimi.“

„Es ist einfach viel drin’ in diesem 36. ‚Tatort‘ von Batic und Leitmayr: der übliche Mord, ein minutiös geschilderter Banküberfall, ein SEK-Einsatz, die Flucht eines Tatverdächtigen und am Ende lässt sich sogar der gewissensgeplagte Leitmayr zur Geisel machen. ‚Im Visier‘ ist der klassische ‚Tatort‘ für den Gebrauch. Kein Preis-Anwärter, einfach nur gute Krimi-Unterhaltung mit einem sympathischen und couragierten, aber nie zu sehr menschelnden Ermittlerduo und zwei tragischen Figuren, die den Zuschauer emotional an den Film binden.“

### Einschaltquoten
Die Erstausstrahlung von Im Visier am 23. November 2003 wurde in Deutschland von 9,36 Millionen Zuschauern gesehen und erreichte einen Marktanteil von 26,3 % für Das Erste.

### Darstellung von Polizeitaktiken
Der Sprecher des Münchner Polizeipräsidiums Peter Reichl kritisierte den Verrat polizeitaktischer Details, die ein SEK bei einem Banküberfall mit Geiselnahme zeigte.